# Paradidyma peruana
Paradidyma peruana är en tvåvingeart som först beskrevs av Townsend 1928.  Paradidyma peruana ingår i släktet Paradidyma och familjen parasitflugor.
Artens utbredningsområde är Peru. Inga underarter finns listade i Catalogue of Life.